# Raruto
Raruto é um dōjinshi/webcomics que parodia o mangá Naruto, de Masashi Kishimoto. Foi criado pelo desenhista espanhol Jesus Garcia Ferrer "Jesulink" em 30 de Novembro de 2005. Raruto possui um estilo deformado (SD), os personagens são caricaturas de personagens do mangá Naruto.
Alguns leitores têm descrito o seu humor como Inglês. Raruto possuia traduções em Inglês, Francês, Catalão, Chinês, Português e Italiano. A história é seguido por cerca de quarenta mil leitores na Espanha.
Jesulink, o autor do Raruto, está trabalhando atualmente em "5 Elementos", uma outra webcomic humorística cujo design é semelhante ao Raruto, que também ajudou o autor conquistar a fama na internet.
O dōjinshi Raruto foi apresentada em uma reportágem do Canal Cuatro (Espanha) como uma paródia "popular", mas não mencionou o nome do autor.

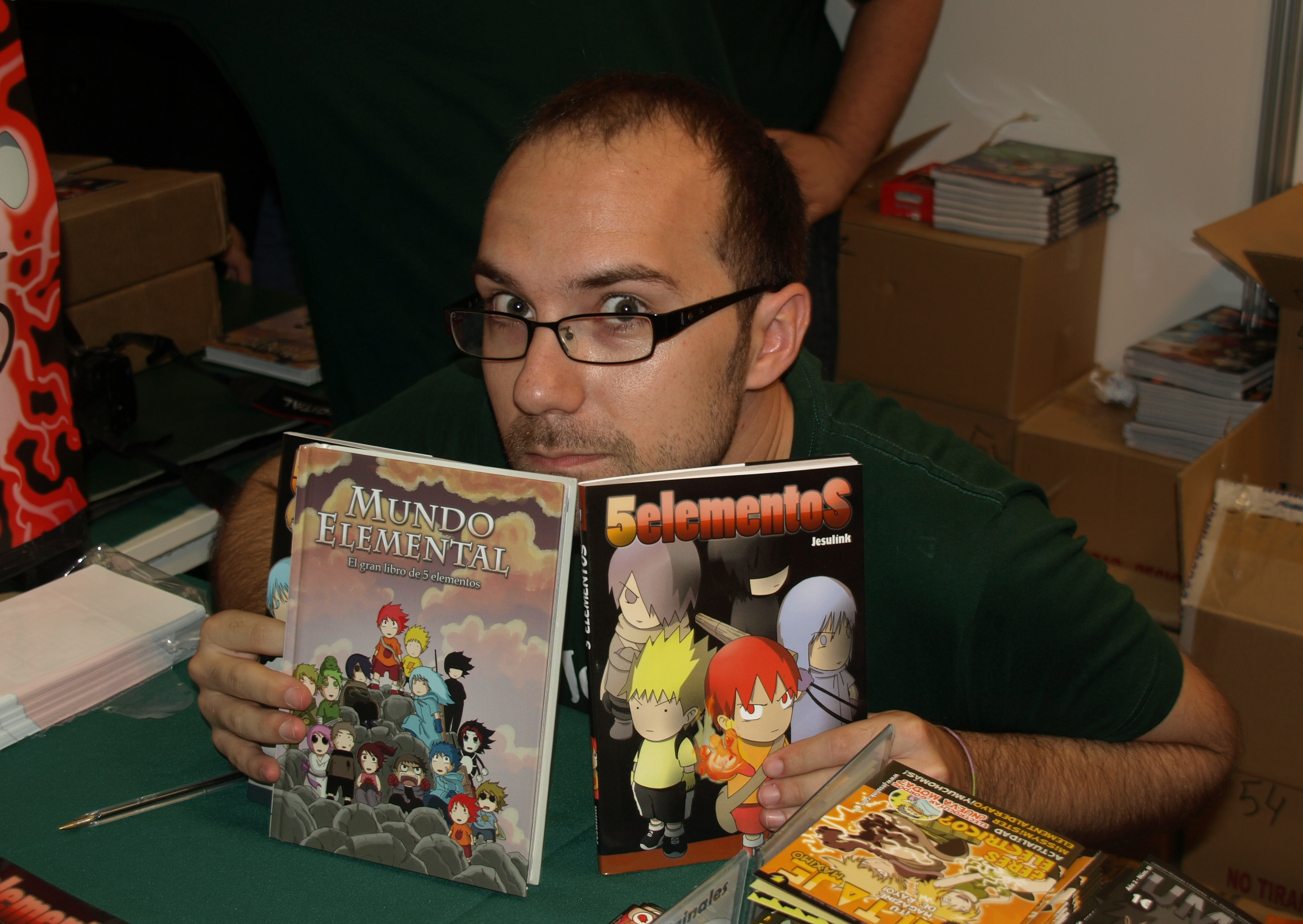
Jesulink, autor de Raruto.

## Crossoverse Cameos
Raruto faz frequentes referências a outros mangás, como Dragon Ball, Super Campeões, Pokémon, Doraemon, Hamtaro, e desenhos em geral, como O Rei Leão, Os Simpsons, Peter Pan, ou mesmo jogos clássicos, como Super Mario Bros e Street Fighter, parodiando a sua frases, ou tendo-lhes nomes e personagens.
Também aparecem em Raruto cameos de diferentes séries, como a revista Crazy Hill, 5 Elementos ou Joputo.

## Sagas

### 1º Saga (Raruto)

#### Primera Temporada
A primeira temporada de Raruto narra os eventos que ocorrem a partir da transformação de Zumomaki Raruto em ninja até o final da primeira etapa do exame Super-Ninja, através da primeira missão de Rank C da Equipe 7, que lutou contra o Pescada Mega-Ninja. 

#### Segunda Temporada
Na segunda temporada, explica os acontecimentos na segunda etapa do exame Super-Ninja na Floresta da Paranóia e nas preliminares da terceira, em que Li Ron quebra o braço esquerdo e perna direita. Há também a evolução do resto das preliminares para o terceiro teste, no qual Raruto vende o seu livro de piadas.

#### Terceira Temporada
Na terceira temporada é apresentado Sinyaya, um dos três Sandys que ensina uma técnica a Raruto. Há também a final do exame Super-Ninja, mas é interrompido pela invasão da aliança das aldeias escondidas de Lama e Música. Na invasão, Chochimaru fica em terceiro lugar, mas não antes de perder o dedo mínimo e anel após a invasão. A temporada termina com o funeral de Carasimio.

#### Quarta Temporada
Raruto sai em uma jornada com Sinyaya em busca de Sumadre (paródia de Tsunade). Em sua jornada eles se encontram com Ichachi Kuchilla e Guisante (paródia de Kisame), os membros da organização que busca Raruto, a Frikitsuki (paródia da Akatsuki). Ao mesmo tempo, Chochimaru também estava procurando Sumadre para curar-lhe o dedo. No fim da temporada, os Sandys se enfrentam e você descobre que Sumadre não pode curar Ron Li.

#### Quinta Temporada
Na quinta temporada, Chochimaru envia alguns capangas para sequestrar Saske Kuchilla. Após sequestrarem Saske, Sumadre envia um grupo liderado por Pichamaru Clara (paródia de Nara Shikamaru), que havia se tornado um Super-Ninja, e composto por Simba Inurruta (paródia de Liba Inuzuka), Raruto Zumomaki, Benji Lechuga (paródia de Neji Hyuuga) e Gordi Achimichi (paródia de Chouji Akimichi) para resgatá-lo. Tendo Chunk Achimichi, Simba Inurruta com Kankulo, Clara Pichamaru com Teremari, Ron Li com Rata e Benji Lechuga com Coco, já vencido seus respectivos rivais, Raruto vai para uma batalha final com o Saske que termina a primeira saga.

### 2º Saga (Raruto Sisepuede)

#### Sexta Temporada
Após dois anos e meio de ausência de Raruto na Vila de Torroja (como ele estava treinando com Sinyaya), Raruto retorna à sua cidade natal. Lá, ele se reúne com muitos de seus ex-colegas de batalhas passadas, incluindo Pichamaru e Flora. Enquanto Raruto reuniu com seus antigos "amigos", dois indivíduos pertencentes à Organização Frikitsuki, sequestram o novo chefe da cidade de Barro, Rata, a recorrer à sua fera interior. A Equipe 7 é enviada para resgatá-lo, impulsionado principalmente pela grande recompensa que os espera. No caminho, eles se juntam a avó de Salsori da Frikitsuki. Ao longo do caminho, Kakasi, que previa uma luta, pede para Guay-sensei ajudá-lo. A equipe também se encontra Kuchilla Ichachi e Guisante. Depois de derrotar os seus adversários, eles vão para a caverna onde a luta tem lugar entre Flora e avó do Salsori contra o próprio Salsori, e Raruto e Kakasi contra Geidara. Eventualmente ambos Frikitsukis são derrotados e os dois times voltam à aldeia, para trazer informações importantes sobre a próxima missão.

#### Sétima Temporada
Está prevista para o dia 1 de Outubro de 2010

## Personagens
Zumomaki Raruto (ズモマキ ラルト)Paródia de Naruto Uzumaki. Raruto é um jovem ninja da vila oculta de Torroja cujo objetivo é ser o Chefe da Aldeia. Quando ainda bebê, ele foi inserido no demônio Kyūbi, a raposa de nove caudas, que lhe confere um poder sobrenatural. Sempre tem os olhos fechados e um traje ninja acostumado a usar em missões. Seu melhor amigo desde que ele jogou sua bolas para o mar é "Mano-Chan", um seu boneco que foi criado durante o exame de super-ninja, este é o seu fiel amigo que atira lasers de seus olhos, destroi cidades e ajuda ninjas em suas missões. Sua primeira invocação foi "Canetinha" dragão voador antigo que tem o dever de salvar todos aqueles que precisam e, quando Raruto e Rata del deserto começam a lutar, reaparece Canetinha que ajuda Raruto a ganhar. É apaixonado por Flora Margarina e rival Saske Kuchilla.
Kuchilla Saske' (クチヤ サシケ)Paródia de Sasuke Uchiha. É um dos dois únicos sobreviventes do clã, junto com o seu irmão Ichachi Kuchilla. Tem um grande ressentimento contra seu irmão que matou seu clã inteiro. Saske é titular do doujutsu Sharinflan, que dá uma visão mais rápido, e também é especializado na técnica de Kagón. O seu único objetivo é ganhar poder para derrotar seu irmão, então ele vai com Chochimaru, que antes tinha colocado o selo de maldição nele.
Flora Margarina (マルガリナ フロラ)Paródia de Sakura Haruno. É uma ninja que tem muito a aprender na vida. É a única mulher de sua equipe. Sofre uma crise de personalidade dividida dentro dela. Raruto e Saske são de sua equipe.
Kágate Kakaxí (カアガテ カカスイ)Paródia de Kakashi Hatake. É também conhecido como "Ninja Copiador de Torroja" ou "Kaká". Kakasi tem uma grande reputação na cidade que lhe permite paquerar e beber de graça no bar. Seus alunos são Saske, Raruto e Flora, que odeia e ama incondicionalmente.
Kuchilla Ichachi (クチヤ イチャチ)Paródia de Itachi Uchiha. É o irmão mais velho de Saske Kuchilla. Joga gameboy muito bem e sempre ganha. Embora por vezes realizadas pelo contrário, ninguém sabia que ainda estavam juntos.
Sinyaya (シニャヤ)Paródia de Jiraya, um dos 3 Sandys. Foi o mentor do Quarto Chefão e Ham Ham Sensei(Fubuki).É um pervertido de idade, autor de "O ninja que me cravou sua katana" (paródia de "Jardim do Amassos"), segundo na tabela de vendas (atrás de "As Piadas Raruto"). No último capítulo vai treinar com Raruto.

## Animação
O primeiro capítulo da versão animada foi lançado em terça-feira: 7 outubro de 2008. Já foram concluídas com êxito 4 capítulos dublados em castelhano e dois capítulos dublados em Espanhol na América Latina além do Especial de Natal que foi dublado em espanhol e lançado na América Latina.

## Ver Também
- Naruto